# Elemente (Euklid)

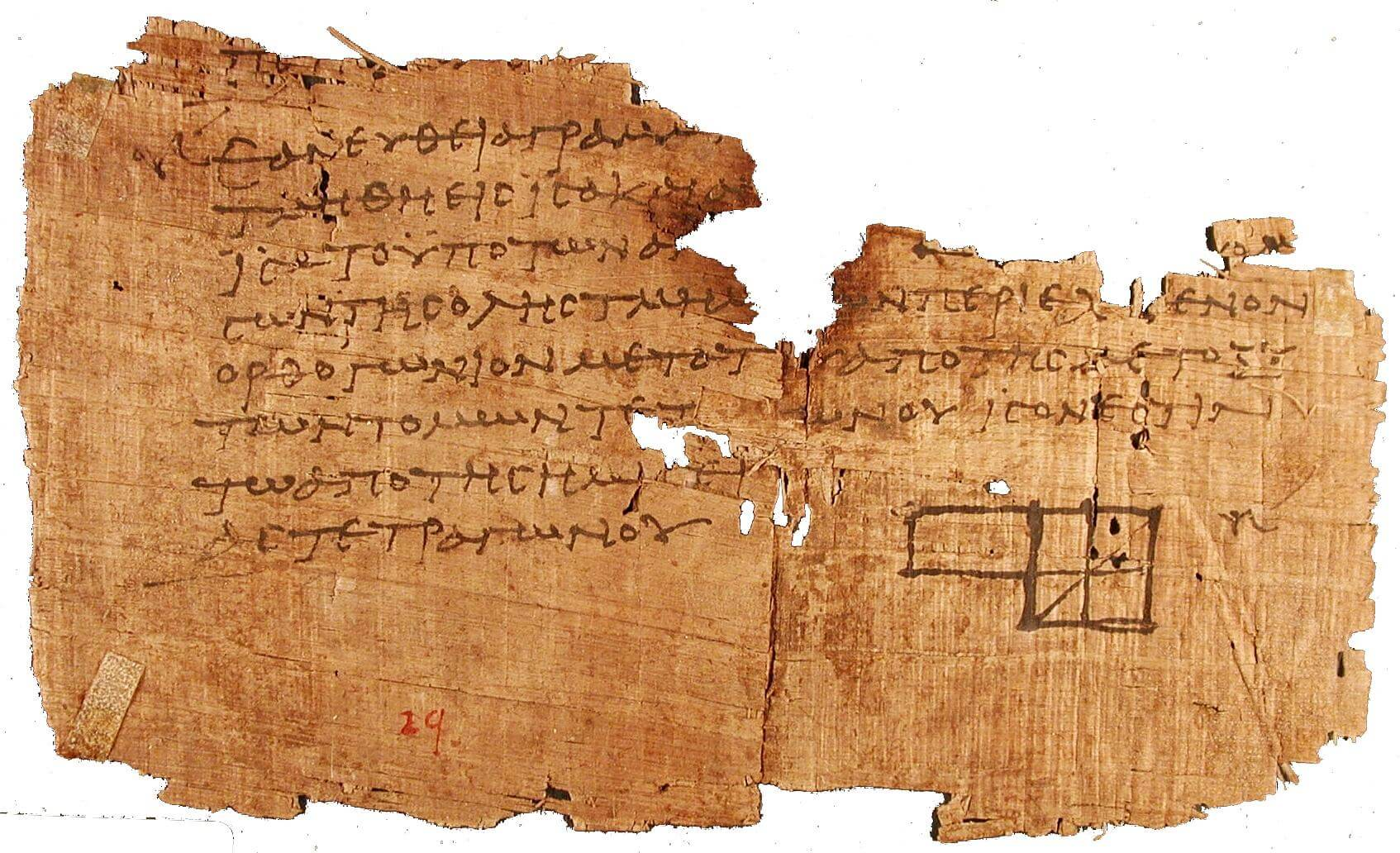
Papyrusfragment der Stoicheia (Buch II, § 5) aus Oxyrhynchos (P. Oxy. I 29)

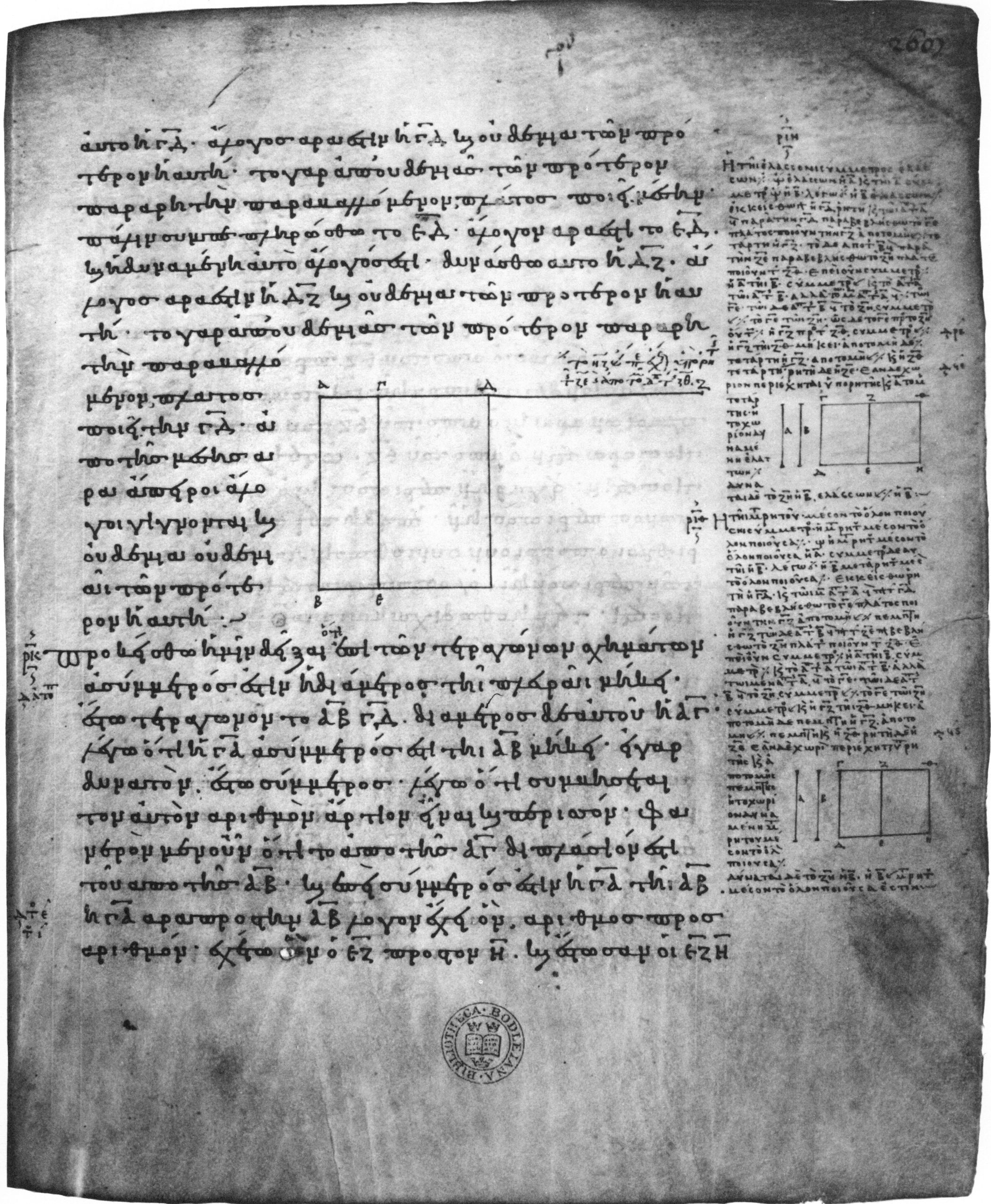
Euklid, Elemente 10, Appendix in der 888 geschriebenen Handschrift Oxford, Bodleian Library, MS. D’Orville 301, fol. 268r

Die Elemente (im Original Στοιχεῖα Stoicheia) sind eine Abhandlung des griechischen Mathematikers Euklid (3. Jahrhundert v. Chr.), in der er die Arithmetik und Geometrie seiner Zeit zusammenfasst und systematisiert. Das Werk zeigt erstmals musterhaft den Aufbau einer exakten Wissenschaft, da die meisten Aussagen aus einem begrenzten Vorrat von Definitionen, Postulaten und Axiomen hergeleitet und bewiesen werden. Dieses Vorgehen beeinflusste bis heute nicht nur die Mathematiker, sondern auch viele Physiker, Philosophen und Theologen bei ihrem Versuch, ihre Wissenschaft auf Axiomen aufzubauen.
Die Elemente wurden 2000 Jahre lang als akademisches Lehrbuch benutzt und waren bis in die zweite Hälfte des 19. Jahrhunderts das nach der Bibel meistverbreitete Werk der Weltliteratur.

## Die einzelnen Bücher
Euklids Elemente bestanden ursprünglich aus 13 Büchern mit folgenden Themen in den einzelnen Büchern (in Klammern die vermuteten Quellen):
Buch 1–6: Flächengeometrie, u. a. kongruente und ähnliche Figuren
- Buch 1: Von den Definitionen bis zum Satz des Pythagoras (Pythagoreer)
- Buch 2: Geometrische Algebra (Pythagoreer)
- Buch 3: Kreislehre (Pythagoreer)
- Buch 4: Vielecke (Pythagoreer)
- Buch 5: Proportionen (Eudoxos von Knidos)
- Buch 6: Proportionen in der ebenen Geometrie (Quellen unbekannt)

Buch 7–9: Arithmetik, u. a. Zahlentheorie und Proportionenlehre
- Buch 7: Teilbarkeit und Primzahlen, (Pythagoreer)
- Buch 8: Quadrat-, Kubikzahl und geometrische Reihen (Pythagoreer)
- Buch 9: Gerade und ungerade Zahlen (Pythagoreer)

Buch 10: Geometrie für inkommensurable Größen (Theaitetos)
Buch 11–13: Raumgeometrie
- Buch 11: Elementares zur Raumgeometrie
- Buch 12: Exhaustionsmethode (Eudoxos von Knidos)
- Buch 13: Die fünf gleichmäßigen Körper (Theaitetos)

Zu diesen Büchern kamen später noch zwei weitere hinzu, die aber nicht zu den eigentlichen Elementen gezählt werden:
- Buch 14: Ein Buch des Hypsikles (2. Jahrhundert v. Chr.) über Ikosaeder und Dodekaeder.
- Buch 15: Ein nur arabisch und hebräisch erhaltenes Buch eines späteren unbekannten Autors, arabisch in Kommentaren von Muhyi al-Dīn al-Maghribī erhalten. Es behandelt die fünf regulären Polyeder. Möglicherweise geht es auf griechische Überlieferung zurück.

## Bekannte Resultate
Euklids Elemente enthalten zahlreiche bedeutende mathematische Resultate. Zum Teil sind die Elemente die älteste Quelle für diese Resultate. Bekannt sind zum Beispiel:
- Buch 1, Postulat 5: Parallelenaxiom
- Buch 1, Proposition 9: Konstruktion der Winkelhalbierenden
- Buch 1, Proposition 15: Scheitelwinkelsatz
- Buch 1, Proposition 20: Dreiecksungleichung
- Buch 1, Proposition 29: Stufenwinkelsatz, Wechselwinkelsatz
- Buch 1, Proposition 32: Winkelsumme im Dreieck, Außenwinkelsatz
- Buch 1, Proposition 43: Satz vom Gnomon
- Buch 1, Proposition 47: Satz des Pythagoras (in verallgemeinerter Form mit einem zweiten Beweis in Buch 6, Proposition 31)
- Buch 2, Proposition 4: Erste Binomische Formel
- Buch 2, Proposition 5: Dritte Binomische Formel
- Buch 3, Proposition 20: Kreiswinkelsatz
- Buch 3, Proposition 31: Satz des Thales
- Buch 4, Proposition 11: Konstruktion des regelmäßigen Fünfecks
- Buch 4, Proposition 16: Konstruktion des regelmäßigen Fünfzehnecks
- Buch 5, Proposition 25: Spezialfall der Ungleichung vom arithmetischen und geometrischen Mittel
- Buch 6, Proposition 2: Erster Strahlensatz
- Buch 6, Proposition 3: Winkelhalbierendensatz für das Dreieck
- Buch 6, Proposition 4: Ähnlichkeitssätze für das Dreieck
- Buch 6, Proposition 13: Konstruktion des Geometrischen Mittels
- Buch 6, Proposition 30: Teilung einer Strecke im Verhältnis des Goldenen Schnitts
- Buch 7, Proposition 2: Euklidischer Algorithmus
- Buch 7, Proposition 30: Lemma von Euklid
- Buch 9, Proposition 20: Existenz unendlich vieler Primzahlen (Satz von Euklid)
- Buch 10, Proposition 10: Irrationalität der Quadratwurzel von 2
- Buch 10, Proposition 29, Lemma 1: Erzeugung der pythagoreischen Tripel
- Buch 12, Proposition 10: Bestimmung des Kegelvolumens
- Buch 13, Proposition 8: Goldener Schnitt im regelmäßigen Fünfeck
- Buch 13, Proposition 18 a: Klassifikation der platonischen Körper

## Überlieferung

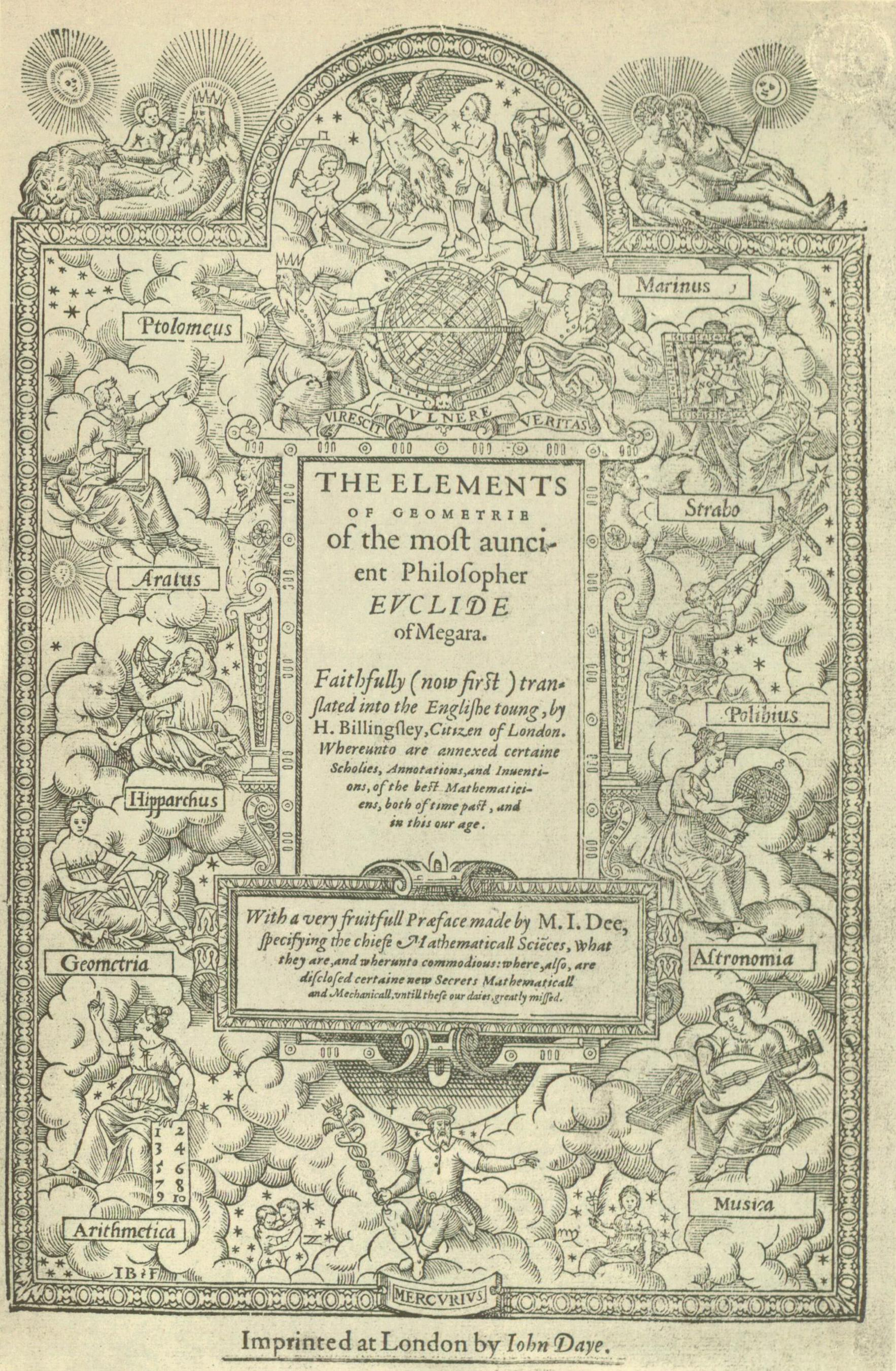
Titelblatt von Henry Billingsleys englischer Übersetzung der Elemente (1570)

Die älteste erhaltene griechische Handschrift stammt aus dem Byzanz des Jahres 888 und wird in der Bodleian Library (Oxford) aufbewahrt (MS. D’Orville 301) und entspricht der Ausgabe in der Bearbeitung von Theon von Alexandria. Von besonderer Bedeutung ist eine griechische Handschrift aus dem 10. Jahrhundert in der Vatikanbibliothek (Vaticanus Graecus 190, von Heiberg P genannt), die einen Text vor der Bearbeitung durch Theon enthält und auf der alle neueren Ausgaben beruhen. Sie enthält Buch 1 bis 15 (sowie die Data, den Kommentar von Marinos zu den Data und einige Texte von Theon). Es gibt auch ein 1897 in Oxyrhynchus gefundenes Papyrusfragment (Oxyrhynchus 29, Bibliothek der University of Pennsylvania) wahrscheinlich aus der Zeit von 75 bis 125 n. Chr., das aber nur die Proposition 5 aus Buch 2 enthält, und ein Papyrusfragment aus Herculaneum (Nr. 1061) mit der Definition 15 aus Buch 1.
Sowohl die Version von Theon als auch Vatikan 190 enthalten Erläuterungen bzw. kleinere Zusätze älterer Bearbeiter, die sogenannten Scholia.
Eine Übersetzung des Boethius aus dem Griechischen ins Lateinische (um 500) ist nur teilweise und auch nur in späteren Bearbeitungen erhalten. Frühere Übersetzungen ins Lateinische (vor Boethius) sind verloren.
Von den zahlreichen arabischen Übersetzungen und Kommentaren waren für die Überlieferung besonders die beiden nur fragmentarisch bekannten Übersetzungen des al-Haggag (oder al-Haddschadsch) gegen Ende des 8. Jahrhunderts und diejenigen von Ishaq ibn Hunayn / Thabit ibn Qurra (Ende 9. Jahrhundert) bzw. von Nasir Al-din al-Tusi (1248) von Bedeutung. Al-Nayrizi schrieb Anfang des 10. Jahrhunderts einen Kommentar, basierend auf der Übersetzung von Al-Haggag.
Die erste mittelalterliche Übersetzung der Elemente ins Lateinische stammt von dem Engländer Adelard von Bath. Dieser durchstreifte im 12. Jahrhundert Europa auf der Suche nach Handschriften und übertrug so um 1120 auch dieses Werk aus dem Arabischen. Unabhängig davon wurden die Elemente im gleichen Jahrhundert in Spanien von mindestens zwei weiteren berühmten Übersetzern aus dem Arabischen übertragen: von Hermann von Kärnten und von Gerhard von Cremona. Die einflussreichste der frühen Übersetzungen war die von Campanus von Novara (um 1260) ins Lateinische (er benutzte die Übersetzung von Adelhard von Bath und andere Werke), die auch später die Grundlage der ersten Drucke der Elemente war und bis ins 16. Jahrhundert die dominierende Ausgabe war, als Übersetzungen direkt aus dem Griechischen diese ablösten. Insgesamt sind die Elemente eine der häufigsten in Handschriften überlieferten Texte des Mittelalters in zahlreichen unterschiedlichen, meist ziemlich freien Versionen.
Ebenfalls im 12. Jahrhundert entstand in Süditalien oder auf Sizilien eine weitere Übersetzung der Elemente aus dem Griechischen, deren Autor jedoch unbekannt ist. Wegen des Stils der Übersetzung liegt die Vermutung nahe, dass es sich bei diesem Autor um denselben handelt, der um 1160 auch den Almagest des Ptolemäus übersetzte. Sie wurde 1966 von John E. Murdoch identifiziert.

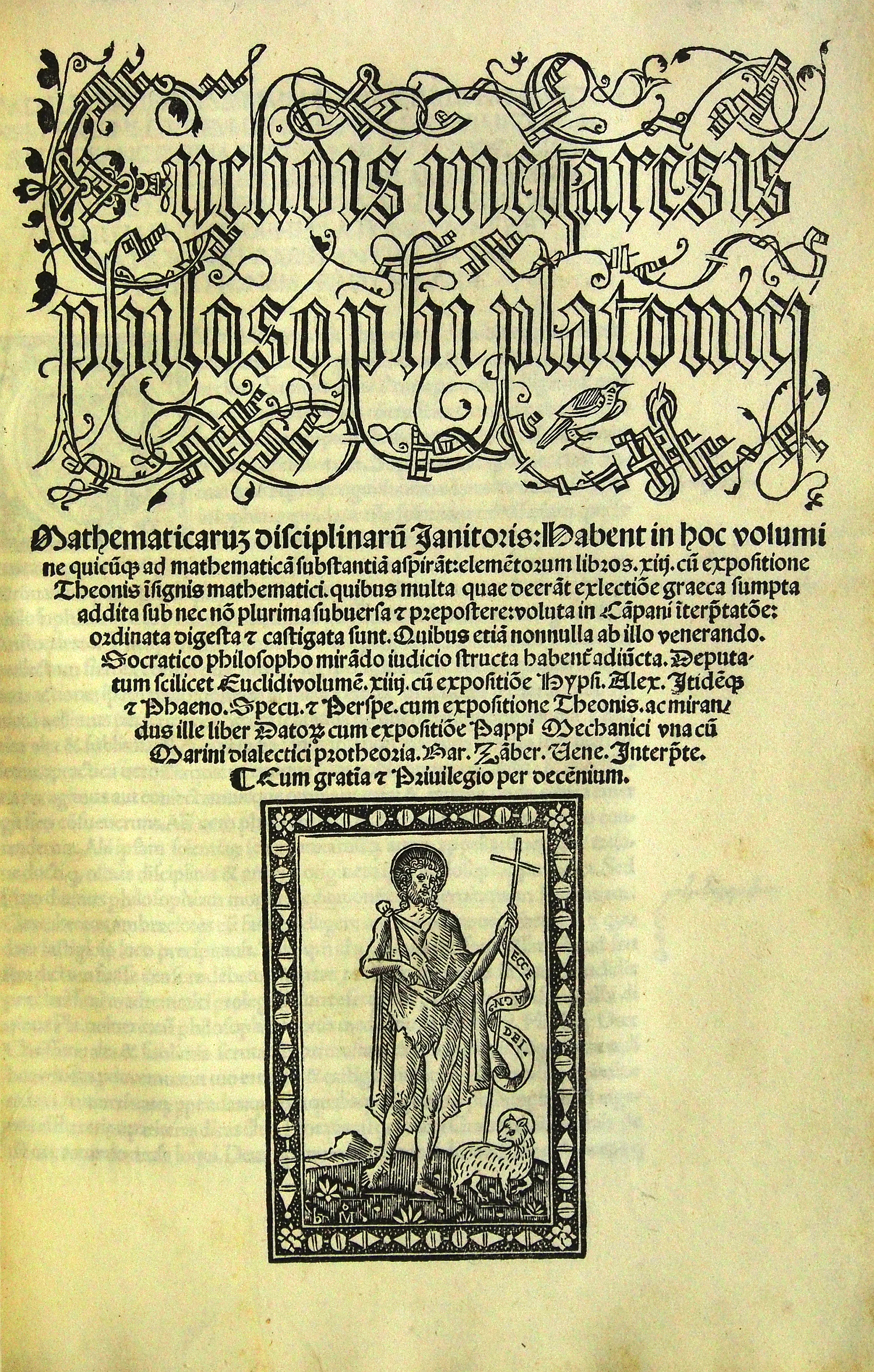
Titelblatt von Bartolomeo Zambertis lateinischer Übersetzung der Elemente (1505)

Natürlich gehörten Die Elemente zu den ersten Werken, die man gedruckt haben wollte. Die erste lateinische Ausgabe, beruhend auf der Übersetzung von Campanus von Novara, erschien 1482 in Venedig. Die vorbereitende Bearbeitung des Regiomontanus blieb in den 1460er Jahren unvollendet. Eine vollständige Übersetzung aus dem Griechischen von Bartolomeo Zamberti (oder Zamberto, 1473 bis nach 1543) konnte dann 1505 gedruckt werden. Aus dieser Zeit nach der Erfindung des Buchdrucks werden hier nur noch einige wichtige Werke hervorgehoben: die Übersetzung des Federicus Commandinus (1509–1575) aus dem Griechischen (1572), die ausführlich kommentierte Ausgabe von Christoph Clavius (1574) und die Oxford-Ausgabe der Werke Euklids von David Gregory 1703 (Griechisch/Lateinisch). All dies waren Übersetzungen ins Lateinische. Die erste Übersetzung in eine moderne westliche Sprache veröffentlichte Niccolò Tartaglia 1543. Die erste deutsche Übersetzung erschien 1555 (Johann Scheubel) und Simon Marius veröffentlichte 1609 die erste deutsche Übersetzung (der ersten sechs Bücher) direkt aus dem Griechischen. Die erste englische Übersetzung erschien 1570 (Henry Billingsley), die erste französische 1564 (Pierre Forcadel), die erste spanische 1576 (Rodrigo Zamorano) und die erste niederländische 1606 (Jan Pieterszoon Dou). Die erste Übersetzung ins Chinesische (der ersten Teile) erfolgte von Xu Guangqi und Matteo Ricci (1607). In den volkstümlichen Ausgaben ab dem 16. Jahrhundert wurden allerdings häufig Vereinfachungen und Bearbeitungen vorgenommen, die Beweise durch Beispiele ersetzt und es wurden auch meist nicht alle Bücher der Elemente herausgegeben, sondern typischerweise nur die ersten sechs.
Die erste gedruckte Ausgabe des griechischen Textes (Editio Princeps) erfolgte bei Simon Grynaeus 1533 in Basel.
Bekannte Kommentare schrieben in der Antike Proklos und Theon von Alexandria, der in seiner Ausgabe der Elemente eigene Bearbeitungen vornahm. Alle im Westen bekannten Ausgaben beruhten bis ins 19. Jahrhundert auf Text-Versionen, die von Theon und seiner Schule abstammten. Erst Johan Ludvig Heiberg rekonstruierte eine Originalfassung aufgrund einer Handschrift (Vaticanus Graecus 190), die nicht auf der Überlieferungslinie von Theon beruhte, und die François Peyrard unter den von Napoleon aus dem Vatikan beschlagnahmten Büchern entdeckte. Daraus veröffentlichte Peyrard 1804 und 1814–1818 eine französische Übersetzung, die in Deutschland von Johann Wilhelm Camerer und Karl Friedrich Hauber für ihre lateinisch-griechische Ausgabe der ersten sechs Bücher 1824/25 benutzt wurde. Nach der Ausgabe von Heiberg veröffentlichte Clemens Thaer eine deutsche Übersetzung (1933–1937).
1996 kritisierte Wilbur Richard Knorr Heibergs Textausgabe, die der griechischen Überlieferungslinie folgt und als Standardausgabe gilt, anhand der arabischen Überlieferungslinie (mit der sich Heiberg 1884 anlässlich der Untersuchungen zum arabischen Euklid von Martin Klamroth auseinandergesetzt hatte).